# Fed Cup 2018 Wereldgroep I play-offs
De Fed Cup 2018 Wereldgroep I play-offs vormden een naspel van de Fed Cup 2018, waarin promotie en degradatie tussen de twee hoogste niveaus (Wereldgroep I en Wereldgroep II) werden bevochten.
De wedstrijden werden gespeeld op 21 en 22 april 2018.

## Reglement
De vier verliezende teams van de eerste ronde van Wereldgroep I en de vier winnaars van Wereldgroep II nemen aan dit naspel deel. Het ITF Fed Cup comité bepaalt welke vier landen geplaatst worden, aan de hand van de ITF Fed Cup Nations Ranking. Hun tegenstanders worden door loting bepaald. Welk land thuis speelt, hangt af van hun vorige ontmoeting (om de andere), dan wel wordt door loting bepaald als zij niet eerder tegen elkaar speelden. Een landenwedstrijd bestaat uit (maximaal) vijf "rubbers": vier enkelspelpartijen en een dubbelspelpartij. Het land dat drie "rubbers" wint, is de winnaar van de landenwedstrijd. De vier winnende landen plaatsen zich voor de Fed Cup Wereldgroep I in het jaar erop. De vier verliezende landen zullen in het volgend jaar deelnemen in Wereldgroep II.

## Deelnemers
In 2018 namen de volgende acht landen deel aan de Wereldgroep I play-offs:
- België (verloor van Frankrijk in Wereldgroep I)
- Nederland (verloor van Verenigde Staten in Wereldgroep I)
- Wit-Rusland (verloor van Duitsland in Wereldgroep I)
- Zwitserland (verloor van Tsjechië in Wereldgroep I)
- Australië (won van Oekraïne in Wereldgroep II)
- Italië (won van Spanje in Wereldgroep II)
- Roemenië (won van Canada in Wereldgroep II)
- Slowakije (won van Rusland in Wereldgroep II)

## Plaatsing, loting en uitslagen
Geplaatste teams hebben het plaatsingcijfer tussen haakjes.
| locatie     | ondergrond    | thuisspelend land | uitslag | uitspelend land |
| ----------- | ------------- | ----------------- | ------- | --------------- |
| Minsk       | hardcourt (i) | Wit-Rusland (1)   | 2-2     | Slowakije       |
| Cluj-Napoca | gravel (i)    | Roemenië          | 3-1     | Zwitserland (2) |
| Wollongong  | hardcourt (i) | Australië         | 4-1     | Nederland (3)   |
| Genua       | gravel        | Italië            | 0-4     | België (4)      |

### Vervolg
- België en Wit-Rusland handhaafden hun niveau, en bleven in Wereldgroep I.
- Australië en Roemenië promoveerden van Wereldgroep II in 2018 naar Wereldgroep I in 2019.
- Italië en Slowakije wisten niet te ontstijgen aan Wereldgroep II.
- Nederland en Zwitserland degradeerden van Wereldgroep I in 2018 naar Wereldgroep II in 2019.